# Ronald Gould
Ronald James Gould (15 de abril de 1950) é um matemático estadunidense, especialista em combinatória e teoria dos grafos. É professor emérito Goodrich C. White do Departamento de matemática da Universidade Emory.

## Formação e carreira
Após obter a graduação na State University of New York at Fredonia, obteve um Ph.D. em 1979 na Western Michigan University, com a tese Traceability in Graphs, orientado por Gary Chartrand. Foi por pouco tempo lecturer na Universidade Estadual de San Jose em 1978 e 1979, seguindo depois para a Universidade Emory em 1979. Foi nomeado para a cátedra Goodrich C. White em 2001, aposentando-se em 2016.
Gould é reconhecido por seu trabalho na área da teoria do caminho hamiltoniano.  Seu livro Mathematics in Games, Sports, and Gambling: The Games People Play recebeu o prêmio Outstanding Academic Titles de 2010 da American Library Association. Gould publicou mais de 180 artigos matemáticos, tendo orientado 28 teses de doutorado.